# Arrondissement Pont-Audemer
Pont-Audemer is een voormalig arrondissement in het departement Eure in de Franse regio Normandië. Het arrondissement werd op 17 februari 1800 gevormd en op 10 september 1926 opgeheven. De acht kantons werden bij de opheffing toegevoegd aan het arrondissement Bernay.

## Kantons
Het arrondissement was samengesteld uit de volgende kantons:
- kanton Beuzeville
- kanton Bourgtheroulde-Infreville
- kanton Cormeilles
- kanton Montfort-sur-Risle
- kanton Pont-Audemer
- kanton Quillebeuf-sur-Seine
- kanton Routot
- kanton Saint-Georges-du-Vièvre